# Spartacus: Gods of the Arena
Spartacus: Gods of the Arena is een Amerikaanse miniserie uit 2011, bedacht door Steven S. DeKnight en geproduceerd in Nieuw-Zeeland. De serie is een prequel op de serie Spartacus: Blood and Sand. De serie telt 6 afleveringen, die oorspronkelijk werden uitgezonden in januari en februari 2011 op de televisiezender Starz.
Acteurs uit de vorige serie die terugkeerden in deze serie zijn John Hannah, Lucy Lawless, Peter Mensah en Manu Bennett.

## Inhoud
De serie toont de bloedige geschiedenis van het Huis van Batiatus en de Romeinse stad Capua voor de tijd van Spartacus. Quintus Lentulus Batiatus neemt de taak van lanista over van zijn vader. Zijn ambities reiken veel verder van die van zijn vader. Aan zijn zijde staat Lucretia, Batiatus' vrouw. Zij wil Batiatus koste wat het kost zijn doelen zien bereiken. Lucretia vergiftigt wijn, waardoor Titus Lentulus Batiatus sterft, alsook Melitta, de vrouw van Oenomaus. Batiatus zet al zijn geld op zijn beste gladiator, Gannicus de Kelt. Een vaardige gladiator die steeds met klasse overwint.

## Rolverdeling
| Acteur                | Personage                 |
| --------------------- | ------------------------- |
| John Hannah           | Quintus Lentulus Batiatus |
| Lucy Lawless          | Lucretia                  |
| Dustin Clare          | Gannicus                  |
| Peter Mensah          | Doctore Oenomaus          |
| Marisa Ramirez        | Melitta                   |
| Manu Bennett          | Crixus                    |
| Nick E. Tarabay       | Ashur                     |
| Shane Rangi           | Dagan                     |
| Antonio Te Maioha     | Barca                     |
| Josef Brown           | Auctus                    |
| Temuera Morrison      | Doctore Ulpius            |
| Lesley-Ann Brandt     | Naevia                    |
| Jessica Grace Smith   | Diona                     |
| Jaime Murray          | Gaia                      |
| Craig Walsh Wrightson | Marcus Decius Solonius    |
| Jeffrey Thomas        | Titus Lentulus Batiatus   |
| Stephen Lovatt        | Tullius                   |
| Gareth Williams       | Vettius                   |

## Productie
Toen de productie van het tweede seizoen van Spartacus: Blood and Sand werd vertraagd omdat acteur Andy Whitfield kampte met non-hodgkinlymfoom, werd besloten tot het maken van Gods of the Arena. Het verhaal van Gods of the Arena is een sterk uitgebreide flashback uit een aflevering van Blood and Sand.
De productie van Gods of the Arena begon in augustus 2010 in Nieuw-Zeeland.
Op 27 januari 2012 verscheen het derde seizoen van Spartacus genaamd: Spartacus: Vengeance op de Amerikaanse tv-zender Starz. Acteur Andy Whitfield, die de rol van Spartacus speelde in seizoen één, deed niet meer mee aan de serie doordat hij kanker kreeg waar hij op 11 september 2011 aan overleed. Zijn rol werd verder gespeeld door acteur Liam McIntyre.

## Afleveringen
| Nr. | Titel               | Regisseur     | Schrijver(s)                     | Datum uitzending |
| --- | ------------------- | ------------- | -------------------------------- | ---------------- |
| 1 | Past Transgressions | Jesse Warn    | Steven S. DeKnight               | 21 januari 2011  |
| Een aantal jaren voor de komst van Spartacus staat Quintus Lentulus Batiatus pas aan het hoofd van zijn vaders ludus. Zijn vader, Titus Lentulus Batiatus woont in Sicilia waar hij zich voorbereidt op zijn pensioen. Op zoek naar roem probeert Batiatus met de steun van zijn oude vriend Solonius de gunsten te winnen van Tullius, een lokale edelman. Hij betaalt 50 denarii voor de Gallische slaaf Crixus, die eigenlijk maar 10 denarii waard is. Batiatus ziet een potentieel groot krijger in Crixus. Aangekomen in de ludus ontmoet Crixus de veteraan Oenomaus en diens vrouw Melitta, evenals de Syrische rekruten Ashur en Dagan. Lucretia is verheugd om de plotselinge terugkeer naar Capua van Gaia, een jonge vriendin die onlangs weduwe werd. De Romeinse staat bekend als fuifnummer die zich aangetrokken voelt tot zowel de geneugten van de ludus als opium. In een poging om deel te nemen aan de openingswedstrijden van de binnenkort voltooide arena, selecteert Batiatus zijn meest ervaren gladiator, de Kelt Gannicus, de oorspronkelijke kampioen van het huis Batiatus, voor een duel op de marktplaats. Onbekend voor Batiatus is dat de jonge Vettius, de eigenaar van een rivaliserende ludus, een medewerker is van Tullius. Dit leidt al snel tot dodelijke gevolgen wanneer hij al snel buitenspel wordt gezet.                                                       |                     |               |                                  |                  |
| 2 | Missio              | Rick Jacobson | Maurissa Tancharoen & Jed Whedon | 28 januari 2011  |
| Een week is verstreken na de moord op zijn lijfwacht en de afstraffing die Batiatus kreeg van de manschappen van Tullius. Tullius zendt hem een boodschap via zijn vriend Solonius en biedt hem aan zijn aanbod te verdubbelen tot 400. Batiatus is niet in de stemming om een compromis te sluiten en is van plan wraak te nemen op Vettius met de hulp van de Syriërs. Quintillius Varis komt naar Capua om gladiatoren te selecteren voor zijn spelen. Lucretia en Gaia lopen hem tegen het lijf en bieden hem aan om te wachten in de villa van Batiatus, waar Batiatus schijnbaar verrast lijkt en de diensten van zijn ludus aanbiedt. De Doctore is geërgerd wanneer Batiatus hem bekritiseert een man van zijn vader te zijn, en opgevolgd zal worden door Oenomaus. Beschaamd daagt hij Oenomaus uit tot een duel, waarin Oenomaus hem doodt en de nieuwe Doctore wordt. Na zijn overwinning op Crixus wordt Gannicus opgedragen seks te hebben met Melitta als vermaak voor Varis. Beiden zijn hierdoor op hun ongemak, maar hierdoor schept Batiatus zekerheid dat hij Gannicus kan opstellen in de volgende primus. |                     |               |                                  |                  |
| 3 | Paterfamilias       | Michael Hurst | Aaron Helbing & Todd Helbing     | 4 februari 2011  |
| Batiatus is blij voor zichzelf dat hij kon regelen om in Varis' primus te mogen vechten. Hij en zijn huishouden zijn echter niet voorbereid op de terugkeer van zijn vader Titus, die de manier van werken van zijn zoon minacht. Hij spot met Batiatus als hij hoort dat Gannicus hun huis zal verdedigen en vertrekt om het weer goed te maken met Tullius, waarbij hij de meeste regelingen van zijn zoon ondermijnt. Titus slaagt erin om de plooien met Tullius weer glad te strijken en aanvaardt diens voorwaarden om zijn eigen gladiatoren tegen elkaar uit te laten komen in een aantal eervolle middagspelen. Wanneer vader en zoon weg zijn keert Varis terug naar de villa van Batiatus met zijn vriend Cossutius, in de verwachting om opnieuw de geneugten van zijn vorige bezoek te ervaren, ditmaal met een van de maagdelijke slavinnen. In de arena duelleert Barca's minnaar Auctus met de nieuwkomer Crixus, waarbij de minder ervaren Crixus erin slaagt Auctus te doden, en zo het merkteken van de broederschap weet te verdienen. Verrast door zijn zoons pas ontdekte gladiator ziet Titus enkele verdiensten in de plannen en capaciteiten van zijn zoon, en beslist de ludus nooit meer te verlaten, tot grote ergernis van Batiatus. |                     |               |                                  |                  |
| 4 | Beneath the Mask    | Brendan Maher | Seamus Kevin Fahey & Misha Green | 11 februari 2011 |
| De spanningen tussen vader en zoon Batiatus houden aan, vooral in de oude arena waar Titus zijn zoon er voortdurend aan doet herinneren zijn plaats te kennen. In de villa hebben de vrouwen het ook moeilijk met Titus' permanente aanwezigheid. Wanneer Gaia op de markt een kennis ontmoet, stelt ze hem voor aan Lucretia en zegt hij onmiddellijk te weten van de beschikbare geneugten bij haar thuis. Gaia ziet hierin een kans, maar Titus zou zulke uitspattingen nooit door de vingers zien. Batiatus weet hem echter te overtuigen om naar Neapolis te gaan, zogenaamd om nieuwe slaven te kopen en te genieten van de zilte lucht. Lucretia is akkoord om door te gaan met het plan, met Solonius als chaperon. De nacht lijkt goed te gaan tot de komst van Tullius, die Gannicus wenst te bevechten, een duel dat hij verondersteld wordt te verliezen. Hoewel herstellende van zijn verwondingen is Gannicus in staat om een intiem moment te delen met Melitta. Tijdens hun verhouding onderschat Gaia Tullius en ze sterft door zijn toedoen. De plotse terugkeer van Titus en Batiatus maakt de zaken nog erger, in het bijzonder voor Lucretia. |                     |               |                                  |                  |
| 5 | Reckoning           | John Fawcett  | Brent Fletcher                   | 18 februari 2011 |
| In de nasleep van Gaia's dood wil Titus het huis reinigen van haar aanwezigheid. Als reactie op het ultimatum van zijn vader om te kiezen tussen zijn huis en Lucretia, probeert Batiatus tijd te winnen wat niet geapprecieerd wordt door Lucretia die gelooft dat ze hem zou verlaten. Ze heeft ook haar eigen oplossing voor de kinderwens van haar man via een samenwerking met de Gallische viriliteit in de vorm van Crixus. Ondertussen kondigt Titus een toernooi aan om de waarde te bepalen van de nieuwe mannen die de helft uitmaken van zijn gladiatoren, waarvan de verliezers naar de mijnen zullen worden gestuurd. Tullius bezoekt opnieuw de ludus op zoek naar Gannicus terwijl hij enkele voorkeuren aanbiedt voor de wedstrijden in de arena. Melitta en Gannicus verlangen steeds meer naar elkaar, maar Gannicus, die wanhoop waarneemt, laat zijn verdediging zakken waardoor Crixus het gevecht wint en Gannicus zijn verkoop aan Tullius bezegelt. Titus, die verzwakt en bedlegerig is door de aanhoudende vergiftigingen van Lucretia, verkrijgt haar genade wanneer de zoektocht naar een medicijn wordt opgegeven. Hij wordt definitief het zwijgen opgelegd door de zoete wijn die hij van Tullius als geschenk kreeg maar door Lucretia werd vergiftigd. Dit gebeurt ook, misschien wel bewust, met Melitta. Batiatus en de Doctore keren terug, en rouwen om de overledenen. |                     |               |                                  |                  |
| 6 | The Bitter End      | Rick Jacobson | Steven S. DeKnight               | 25 februari 2011 |
| Batiatus zint op wraak jegens Tullius voor alles wat hem is overkomen, zoals de dood van zijn vader. Gannicus dwingt Batiatus tot zijn verkoop aan Tullius zodat hij wraak kan in nemen in naam van het huis Batiatus door Tullius eigenhandig te doden. Solonius adviseert voorzichtigheid en een verstandigere uiteindelijke oplossing. Naevia vervangt Melitta als lijfslaaf van Lucretia, die haar belooft dat niemand ooit aan haar zal raken. Uiteindelijk trappen zowel Tullius als Vettius in de val. Tullius wordt in de funderingen van de nieuwe arena ingemetseld, en bij de opening van de arena informeert Vettius over de verkoop van zijn ludus aan Solonius en vertrekt naar Antiochië. Batiatus heeft nu een nieuwe rivaal gevonden in zijn oude vriend die hij van zich heeft gedistantieerd door zijn aanhoudende berispingen en door zijn eigen methodes tegen hem te gebruiken. De spelen worden geopend met de executie van enkele gevangenen. Na het winnen van de massale nachtelijke strijd van de openingsceremonie verkrijgt Gannicus op aanraden van Solonius zijn vrijheid terug van de magistraat. Hij vertrekt al snel uit de ludus, maar niet voordat hij zijn kampioenenketting toevertrouwd aan Crixus. |                     |               |                                  |                  |

## Historische onjuistheden
- Batiatus' praenomen is in de serie 'Quintus'. Het praenomen van de echte Batiatus was echter 'Gnaeus'.